# Zweckverband go.Rheinland

Logo von 2007 bis 2022

Der Zweckverband go.Rheinland ist ein Zweckverband und neben dem Verkehrsverbund Rhein-Ruhr (VRR) und dem Zweckverband Nahverkehr Westfalen-Lippe (NWL) einer der drei Aufgabenträger für den Schienenpersonennahverkehr in Nordrhein-Westfalen. Er wurde am 19. Dezember 2007 als Zweckverband Nahverkehr Rheinland (NVR) gegründet und nahm am 1. Januar 2008 seine Arbeit auf. Zum 1. Januar 2023 wurde er in Zweckverband go.Rheinland umbenannt, die für die Durchführung der Aufgaben zuständige Gesellschaft in go.Rheinland GmbH.
Go.Rheinland ist der gemeinsame Dach-Zweckverband des Zweckverbands Verkehrsverbund Rhein-Sieg (VRS) in der Region Köln/Bonn und des Zweckverbands Aachener Verkehrsverbund (AVV).

## Netz
Go.Rheinland erschließt das Gebiet der beiden Zweckverbände VRS und AVV, welches sich westlich von Aachen über Düren und Köln bis östlich zum Oberbergischen Kreis und nördlich von Heinsberg bzw. Leverkusen bis südlich nach Euskirchen bzw. Bonn erstreckt.
Im Einzugsgebiet wohnen ca. 4,5 Mio. Einwohner in neun Kreisen und vier kreisfreien Städten. Im Bereich des Zweckverbands verkehren fünf S-Bahn-Linien (S 6, S 11, S 12, S 19, S 23), 18 Stadtbahnlinien (KVB, SWB), 580 Buslinien (mit zusätzlichen ergänzenden Angeboten) und circa 9600 Haltestellen und Bahnhöfen.
Folgende Kreise und kreisfreie Städte zählen zum heutigen Gebiet von Go.Rheinland:
- im Bereich des AVV:
  - Städteregion Aachen
  - Kreis Düren
  - Kreis Heinsberg
- im Bereich des VRS:
  - Stadt Bonn
  - Stadt Köln
  - Stadt Leverkusen
  - Kreis Euskirchen
  - Oberbergischer Kreis
  - Rhein-Erft-Kreis
  - Rhein-Sieg-Kreis
  - Rheinisch-Bergischer Kreis

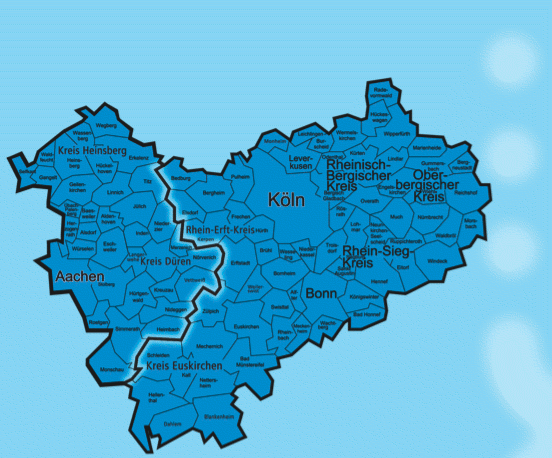
Gebiet von go.Rheinland

## Aufgaben
Der Zweckverband ist entsprechend dem ÖPNVG-NRW (Gesetz über den öffentlichen Personennahverkehr in Nordrhein-Westfalen) Aufgabenträger für den SPNV in den Verbundräumen AVV und VRS. Dies umfasst die Planung, Organisation und Finanzierung des Schienenpersonennahverkehrs (SPNV). Ferner ist go.Rheinland für die Investitionsförderung von ÖPNV- und SPNV-Maßnahmen zuständig.
Das Personal des Unternehmens besteht aus Fachleuten für den Schienenpersonennahverkehr, die von der VRS GmbH und der AVV GmbH in die NVR GmbH (heutige go.Rheinland GmbH) wechselten. Hinzu kommen noch Mitarbeiter aus den entsprechenden Abteilungen der Bezirksregierung Köln.

## Projekte
Großprojekt ist zum einen die Abwicklung der Fördermittel für die Nord-Süd-Stadtbahn in Köln sowie langfristig einen erweiterten S-Bahn Ring um Köln zu etablieren und damit auch die Stadt Bonn und den Kreis Euskirchen besser an das bestehende S-Bahn-Netz anzubinden. Ebenso ist bis 2040 eine Verdopplung des S-Bahn-Netzes vorgesehen.